# Kepler-76b
Kepler-76b – gorący jowisz odkryty w 2013 w ramach programu Kepler. Planeta znana jest także jako „Planeta Einsteina” (Einstein's planet), jako że do jej wykrycia po raz pierwszy wykorzystano nową metodę wykrywania planet pozasłonecznych polegającą na wykorzystaniu efektów relatywistycznych.

## Nazwa i odkrycie
Oficjalne oznaczenie planety „Kepler” pochodzi od nazwy programu, w ramach którego została ona odkryta. Liczba „76” oznacza, że znajduje się w siedemdziesiątym szóstym układzie planetarnym, którego istnienie potwierdzono w ramach tego programu. Litera „b” w oznaczeniu planety wskazuje, że jest to pierwsza odkryta w tym układzie planeta.
Planeta została odkryta dzięki nowej metodzie poszukiwania planet pozasłonecznych polegającej na wykorzystaniu efektów relatywistycznych. Relatywistyczne wzmocnienie promieniowania powoduje, że gwiazda nieco jaśnieje, kiedy porusza się w kierunku Ziemi przyciągana przez jej planetę oraz nieco ciemnieje, kiedy oddala się od Ziemi. Efekt pojaśnienia gwiazdy wynika ze zwiększonej energii fotonów, a także poprzez zogniskowanie światła w kierunku ruchu gwiazdy przez efekty relatywistyczne. Różnice w tak mierzonej jasności gwiazdy są bardzo niewielkie i wynoszą jedynie kilka milionowych procenta. Po odkryciu planety tą metodą jej istnienie zostało potwierdzone dodatkowo poprzez obserwację światła gwiazdy odbitego przez planetę, zmierzenie niewielkiego zniekształcenia gwiazdy wywołanego przez pole grawitacyjne planety, zmianę prędkości radialnej gwiazdy oraz poprzez obserwację tranzytu planety przed tarczą gwiazdy. W odkryciu planety wykorzystano algorytm o nazwie BEER  (BEaming effect together with the Ellipsoidal and Reflection/emission modulations).

## Charakterystyka
Planeta orbituje wokół gwiazdy Kepler-76 (KIC 4570949) położonej w gwiazdozbiorze Łabędzia, oddalonej o około dwa tysiące lat świetlnych od Ziemi. Gwiazda jest niewiele większa od Słońca, jej masa i średnica wynoszą odpowiednio 1,12 M☉ i 1,12 R☉.
Planeta należy do typu gorących jowiszy, jej okres orbitalny wynosi 1,5 dnia, a jej średnica jest o około 25% większa od średnicy Jowisza.